# 利孝和
利孝和（英語：Harold Hsiao-Wo Lee，1910年4月21日—1980年6月27日），籍貫廣東開平，香港商人，希慎興業創辦人利希慎的第三個兒子，是電視廣播有限公司（通稱：無綫電視）創辦人之一及第一任董事局主席。

## 簡歷
利孝和是利希慎家族成員，但利孝和亦曾離開家族企業，參與創立無綫電視。利孝和的其他職位，計有利園酒店董事長、利希慎置業董事（希慎興業母公司）、聯合汽水廠（江山控股前身）董事長、國泰航空董事、上海商業銀行（上海商業儲蓄銀行附屬）董事等等。
1980年6月27日0時45分，利孝和因心臟病於家中去世，7月2日中午在香港殯儀館出殯，於跑馬地天主教墳場土葬。利孝和去世後，由邵逸夫繼任無綫電視董事局主席（至2009年），利孝和遺孀利陸雁群則加入無綫電視董事局出任非執行董事（至2012年）。

## 家庭

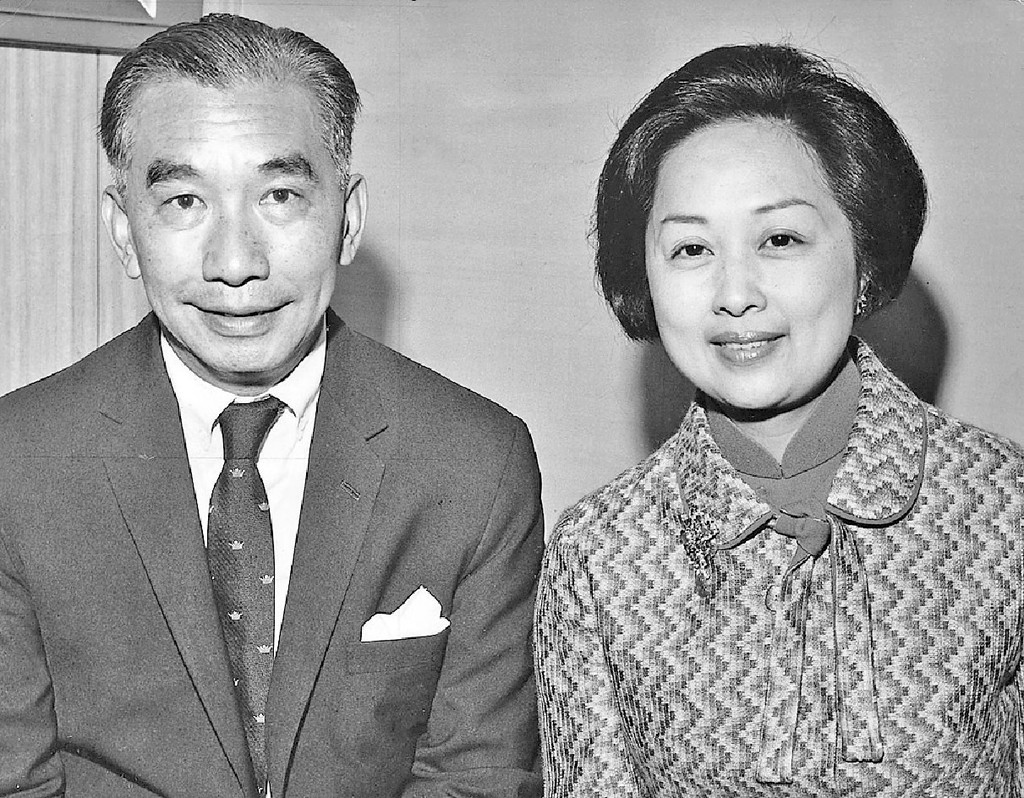
利孝和（圖左）及利陸雁群，攝於1960年代

利孝和的妻子是陸雁群（1925年－2022年），尊稱「利孝和夫人」，多年曾任無綫電視非執行董事多年；利孝和的兒子利憲彬，截至2017年，雖然利憲彬是現任無綫電視非執行董事，但不擁有無綫電視股權。而利孝和的子女利蘊蓮、利憲彬亦是家族企業希慎興業的現任（截至2019年）董事。另有一名長女利蘊梅，惟於1957年病逝，終年僅7歲。

## 榮譽
- 以他命名的事物
  - 明愛利孝和護理安老院：位於香港新界沙田崗背街17號。該安老院並建有利陸雁群大樓，於2010年11月舉行祝福禮。
  - 香港中文大學文物館新翼利孝和陸雁群伉儷展覽廳，位於香港中文大學本部文物館舊翼旁，於2025年3月21日開幕。[5]